# The Walking Dead (temporada 3)
La tercera temporada de The Walking Dead, una sèrie de televisió de terror post-apocalíptica nord-americana a AMC, es va estrenar el 14 d'octubre de 2012 i va concloure el 31 de març de 2013, que consta de 16 episodis. Desenvolupada per a televisió per Frank Darabont, la sèrie es basa en la sèrie homònima de còmics de Robert Kirkman, Tony Moore i Charlie Adlard. Va ser produït executivament per Kirkman, Glen Mazzara, David Alpert i Gale Anne Hurd, amb Mazzara com a showrunner per a la seva segona i última temporada. La tercera temporada va ser molt ben rebuda per la crítica. Va ser nominat a diversos premis i va guanyar dos, inclosa la millor sèrie de televisió sindicada / per cable, als 39è Premis Saturn.
Aquesta temporada adapta material del número 13-39 de la sèrie de còmics i presenta personatges còmics notables, com Michonne (Danai Gurira), Axel (Lew Temple), El Governador (David Morrissey) i Tyreese Williams (Chad Coleman). També marca el retorn de Merle Dixon (Michael Rooker), el volàtil germà gran de Daryl Dixon (Norman Reedus), que va desaparèixer la primera temporada, i també presenta el retorn de Morgan Jones (Lennie James), el primer supervivent de Rick Grimes (Andrew Lincoln) es va trobar i es va fer amic amb qui va perdre el contacte durant la primera temporada. Com als còmics, aquesta temporada se situa principalment tant en una presó abandonada com en una activa ciutat rural de supervivents.
Situada vuit mesos després de l’assassinat de Shane Walsh i l’atac de la granja familiar Greene, amb el món cada vegada més perillós i l'embaràs de Lori Grimes (Sarah Wayne Callies) avançant, la temporada continua la història de Rick Grimes, que ha assumit un aspecte dictatorial. lideratge sobre el seu grup de supervivents mentre sobreviuen en un món post-apocalíptic infestat de zombis que mengen carn, anomenats "caminants". Després de descobrir un possible refugi segur, el grup es refugia i habita una gran presó fortificada, però aquesta seguretat està amenaçada per una comunitat propera, Woodbury, dirigida per un home nefast conegut com a El Governor, que s’interessa per Andrea (Laurie Holden). mentre roman, després de la crema de la granja, separada i desconeixent l'estat del grup principal.

## Episodis
| # | Núm. | Títol original                | Dirigit per         | Escrit per                 | Data d'estrena als Estats Units |
| --- | ---- | ----------------------------- | ------------------- | -------------------------- | ------------------------------- |
| 20 | 1    | «Seed»                        | Ernest Dickerson    | Glen Mazzara               | 14 d'octubre de 2012            |
| Vuit mesos després d’abandonar la granja d’Hershel, el grup de Rick encara no ha trobat un lloc segur per començar una vida. Durant una recerca, Rick i Daryl es troben amb una presó tancada, envaïda pels no-morts, i l'exxerif reconeix que el lloc és la seva única esperança de seguretat. D’aquesta manera, un darrere l’altre, fan caure tots els zombis que infesten el recinte exterior; un cop a dins, s’instal·len en una de les ales de la presó. Tot i el llarg temps transcorregut des de la mort de Shane, Rick encara no pot perdonar a la seva dona Lori, que ara és al novè mes i està a punt de donar a llum, per prendre partit contra ell després de revelar-li que es va veure obligat a matar el seu millor amic. Mentrestant, la figura encaputxada que havia salvat Andrea resulta ser Michonne: la nena va a una farmàcia abandonada, decapitant els zombis allà presents amb la seva katana i recollint alguns medicaments per a Andrea, que es troba en mal estat després de viatjar junts a tot l’hivern amb l'espadat. La imminent arribada dels caminants obliga les dues dones a deixar el seu refugi, arrossegant amb ells dos zombis sense braços ni mandíbules per tal de confondre el seu aroma amb els altres morts errants. Després d’instal·lar-se a l’interior del bloc C de la presó, Lori confessa a Hershel que tem que pugui perdre el bebè i que es desperti al seu interior i l’intestin. Hershel intenta tranquil·litzar-la, però la dona se sent trencada per la situació en què havia entrat amb Rick, sabent que ha perdut totes les possibilitats de reconstruir la seva relació i que el ganivet que va matar Shane pràcticament l'havia posat, però no. Desitjós de trobar menjar i municions, un grup de Rick, Daryl, T-Dog, Hershel, Glenn i Maggie s’aventuren a la presó i es troben aviat amb hordes de zombis reclusos i guàrdies de presons. Forçat amb una estampida, Hershel és mossegat al turmell per un dels zombis, obligant el grup a barricar-se al rebost. Per evitar que la infecció s’estengui pel seu cos, Rick no pot fer altra cosa que amputar la cama d’Hershel amb una haqueta i provocar que el veterinari d’edat avançada sagni greument i tanqui els ulls inconscients. En aquest moment, el grup s’adona que estan sent vigilats per un grapat de reclusos, amagats darrere de les reixes, descobrint així que la presó no només estava habitada per morts viu |      |                               |                     |                            |                                 |
| 21 | 2    | «Sick»                        | Billy Gierhart      | Nichole Beattie            | 21 d'octubre de 2012            |
| Els cinc ex reclusos que porten més de deu mesos tancats al rebost aviat s’adonen que fora de la presó hi ha un caos provocat per la invasió dels zombis. Amb Hershel sagnant i inconscient, Rick decideix desinfectar una nova ala de la presó per als ex presoners sempre que li donin la meitat del menjar del rebost. No va servir de res els esforços de les dones per intentar aturar el sagnat del vell veterinari que menteix morint davant els ulls de les seves filles. Mentrestant, Carl aconsegueix trobar medicaments a la infermeria de la presó, tot i que ara Hershel és abandonat. El fet que el nen s’hagi aventurat sol és mal vist per la mare, provocant ressentiment pel nen que s’allunya amb ràbia. Mentre Rick, Daryl, T-Dog i els reclusos treuen el nou bloc de la presó, Glenn i Carol es dirigeixen fora de l'edifici; la dona vol practicar en cadàvers per adquirir experiència en la tècnica de la cesària ara que la vida d’Hershel corre un greu perill. Mentrestant, a l’altra banda de la presó, les coses van malament; mentre els nois aterren els zombis un rere l'altre dels presoners, Big Tiny, es ratlla a l'esquena i el cap dels interns, Tomas, s'afanya a ell, matant-lo bàrbarament i sense pietat. A mesura que van obrint-se camí pels cadàvers, eliminant diversos grups de zombis. Tomas intenta desfer-se també de Rick, primer intentant decapitar-lo juntament amb un zombi (per fer que sembli un accident), i després llançar-li deliberadament un zombi. En adonar-se de la inestabilitat d’aquest personatge, l’antic sheriff, sense pensar-s’ho dues vegades, el mata amb un fort cop al cap amb un matxet. Andrew, la mà dreta de Tomas, intenta escapar després de veure de què és capaç Rick, però a la fugida acaba al mig d’un pati exterior ple de zombis. Rick, que havia llançat a la recerca, tanca la porta darrere seu, condemnant-lo així. Finalment, Hershel també es troba gràcies a la intervenció de Lori que li dona reanimació cardiopulmonar quan havia deixat de respirar. La situació del grup sembla, doncs, haver-se estabilitzat mentre els dos últims presoners restants, Axel i Oscar, es perden la vida; Rick decideix deixar-los sols en un dels blocs desinfectats de la presó. Mentrestant, mentre Carol practica la seva cesària, algú l'espia fora de la presó. Al final de l'episodi, Rick i Lori comenten el seu futur. Sembla que alguna cosa s’ha trencat definitivament entre tots dos i la frase que una Lori s’adreça gairebé entre llàgrimes al seu marit és emblemàtica: "Vaig pensar que venies a parlar de nosaltres. Però potser no hi ha res més de què parlar". |      |                               |                     |                            |                                 |
| 22 | 3    | «Walk with Me»                | Guy Ferland         | Evan Reilly                | 28 d'octubre de 2012            |
| Un helicòpter militar s’estavella al bosc; L’Andrea i la Michonne van al lloc de l’accident, però s’han d’amagar quan són testimonis de l’arribada d’un grup d’homes que també hi han anat. Per evitar ser descoberta, Michonne es veu obligada a decapitar els sorollosos caminants que arrossegava amb ella. Un gest que resulta inútil quan les dues dones segueixen sorpreses per Merle Dixon en persona (el germà de Daryl emmanillat al terrat d’un edifici d’Atlanta en el segon episodi de la primera temporada) a la vista del qual Andrea, en condicions ja precàries, es desmaia creient en una al·lucinació. Capturades, les dues dones són portades a un petit poble habitat per una setantena de persones i protegides per altes muralles anomenades Woodbury. Tractada pel personal mèdic, Merle li pregunta a l’Andrea de què havia estat al grup al qual pertanyien tots dos i la dona li explica les pèrdues que havien patit després de la seva desaparició: Jim, Jacqui, Sophia, Dale, Amy. Merle pregunta pel seu germà, però Andrea confessa que no sap res del que va passar després de l'assalt dels caminants a la granja. Més tard, les dues dones coneixen el "governador" de la ciutat, un home que desperta curiositat i interès per Andrea i desconfia de Michonne, ja que els havia confiscat les armes i no semblava voler tornar-les. El governador els explica com fins i tot morir per causes diferents d'una mossegada per les "mossegades" (així anomenades per la gent de Woodbury) encara es despertaria més tard com una d'elles. Merle, amb una pròtesi equipada amb una fulla en lloc d’una mà tallada, ara treballa al servei del governador, l’home que l’havia salvat després d’escapar d’aquell terrat d’Atlanta; aquest últim ha establert regles estrictes per a la comunitat, incloent un toc de queda i la prohibició absoluta per als ciutadans de sortir de la ciutat en qualsevol moment. Només un soldat va sobreviure a l'accident d'avió, el tinent Welles que, tractat pels metges de la ciutat, revela al governador el parador de la resta de la seva milícia; així se li promet que els seus amics serien trobats i retornats a ell. Mentrestant, en un soterrani amagat, Milton Mamet, un home de confiança del governador que realitza diverses anàlisis i experiments sobre zombis, entén, gràcies als cossos mutilats dels no-morts que portava Michonne, que si aquestes criatures són privades del capacitat que perden l’interès per alimentar-se i esdevenen titelles inofensius. Aleshores, el governador pregunta a Merle sobre Andrea, ordenant-li que esbrini el seu antic grup. Més tard, va amb un grup d’homes armats a la clariana on hi ha els soldats indicats per Welles, primer declarant que vol rescatar-los però després fent-los caure en una emboscada establerta per ell i els seus homes, inclosos Merle, Ceaser Martinez i Shumpert, matant-los a tots amb sang freda, robant-los els medicaments i el subministrament d'aliments; de tornada a Woodbury, el líder explica als insospitats habitants que va arribar massa tard i que els zombis havien assaltat el lloc sense estalviar a ningú. Després de convèncer la comunitat, es retira al seu estudi on observa caps de zombis conservats en alguns aquaris, inclòs el del tinent Welles. |      |                               |                     |                            |                                 |
| 23 | 4    | «Killer Within»               | Guy Ferland         | Sang Kyu Kim               | 4 de novembre de 2012           |
| Una misteriosa figura obre la porta d’entrada de la presó i atrau els zombis a dins amb cadàvers d’animals, sense que ningú els vegi. Mentrestant, a Woodbury, Michonne inspecciona de prop el camió robat als soldats assassinats pels homes del governador, descobrint que estava ple de ferides de trets i xop de sang, augmentant així encara més les sospites de la dona sobre el líder de la ciutat; confia en Andrea, intentant convèncer-la de deixar Woodbury el més aviat possible, però la seva amiga no està convençuda: informa a Merle de la posició en què es trobava la granja que havia acollit el grup de Rick i Merle al seu torn demana al governador va permetre anar al lloc que li va indicar per trobar el seu germà Daryl. Mentre Hershel fa els seus primers passos sense una cama gràcies a les muletes, Rick, Daryl i Glenn van al perímetre exterior per cremar els cadàvers i debaten sobre el destí que es reservarà a Oscar i Axel, els reclusos supervivents, però abans que puguin arribar a una conclusió el grup es troba dividit i és sorprès per una horda de caminants que ataca la zona on es troba el grup de Lori, gràcies també a una sirena d'alarma de la presó que es va activar sobtadament. En el caos que segueix, Hershel i Beth aconsegueixen escapar, però Maggie, Lori i Carl es veuen obligats a fer una estampida dins de la presó; T-Dog es mossega a l'espatlla per tancar la porta exterior evitant l'entrada de més caminants i, ara condemnat, es sacrifica per salvar Carol permetent-li escapar. Rick, Daryl i Glenn, ajudats per Axel i Oscar, es llancen dins del bloc. Quan arriben a l'habitació que subministra electricitat, descobreixen que Andrew, el pres Rick que havia abandonat prèviament en un pati exterior ple de caminants, d'alguna manera havia aconseguit sobreviure i aconseguir que els vagabunds marxessin. Després d'una baralla entre ell i Rick, l'arma de l'exsheriff cau en mans d'Oscar, que esgarrifa l'ex-company de cel·la per guanyar-se definitivament la confiança del grup. En un intent de tornar al seu bloc, Maggie, Carl i Lori escapen pels passadissos embruixats; Lori comença a treballar i el grup s’ha d’amagar a un armari. Aquí la Lori intenta parir espontàniament, però no pot i, sota la mirada de Carl, li demana a Maggie que li faci una cesària amb mitjans improvisats, sabent que això la mataria sens dubte, però que salvaria el bebè. Maggie és reticent, però finalment ho ha de fer; el nen surt a la llum i la dona, saludant el seu fill per última vegada, demanant-li que sigui fort i que no es corrompi amb aquell món en ruïnes, sagna fins a la mort. Un desconsolat però decidit Carl es veu obligat a donar el cop de gràcia a la seva mare per evitar tornar-la com a zombi. Després de trobar el cadàver maltractat de T-Dog i el mocador abandonat de Carol, Rick i els altres s’uneixen a la resta del grup a fora del bloc C: no veuen a Lori juntament amb Carl i Maggie, que, entre llàgrimes, aguanten al braç el nadó acabat de néixer, l’antic sheriff s’adona que la seva dona és morta i cau a terra destruïda pel dolor. |      |                               |                     |                            |                                 |
| 24 | 5    | «Say the Word»                | Greg Nicotero       | Angela Kang                | 11 de novembre de 2012          |
| A Woodbury, es descobreix que el governador (el nom real del qual, tal com revela a Andrea, és Philip), amaga la seva filla Penny, convertida en zombi, com a presonera. L'home no pot acceptar la mort del nen, seguint tractant-la com si encara estigués viva, pentinant-se i cantant-li la cançó de bressol. Mentrestant, a la ciutat hi ha una festa amb un gran esdeveniment al vespre. L'Andrea s'inclina per quedar-se, però Michonne sospita cada vegada més de la veritable naturalesa de Woodbury i, després de recuperar la seva katana a l'oficina del governador, descobreix que alguns zombis es mantenen presos i decideix desfer-se'n. Michonne i el governador s’enfronten així, aquest últim intenta convèncer la dona de la seva bona fe, però Michonne primer li assenyala l'espasa a la gola i després se’n va sense donar més explicacions. Philip informa a Andrea del comportament de la seva amiga, dient-li que molts de Woodbury ja no volien que es quedés. Glenn, a la presó, cava les tombes de Lori, T-Dog i Carol, ajudades per Axel i Oscar, que s’integren així al grup. Mentrestant, Rick continua en xoc. Sembla que l’home no és conscient de la realitat que l'envolta, s’arma amb una haqueta i entra als meandres de la presó, enderrocant un zombi rere l’altre. Glenn intenta parlar amb ell, però Rick ni tan sols sembla reconèixer-lo, continuant dins de la presó i evitant la seva ira contra els caminants. Hershel explica que el bebè necessita urgentment llet, per això Daryl i Maggie ofereixen anar a buscar-lo. L'Andrea i la Michonne tenen permís per sortir de la ciutat, però una vegada més l'Andrea no sembla del tot convençuda d'haver d'abandonar aquest lloc; Michonne l'enfronta amb una elecció: ella o Woodbury. Davant la vacil·lació de la seva parella, Michonne, ressentida, abandona la ciutat. Al vespre, encara que lamenta la seva amiga, Andrea assisteix a l'esdeveniment previst: un partit de lluita lliure entre Merle i Martinez al centre d’una arena envoltat de caminants encadenats (les dents s’han retirat adequadament), els substituts dels que tenia Michonne abatut abans. L'espectacle sembla divertir a tots els habitants de Woodbury, però l’Andrea es sorprèn al veure aquest sadisme. Maggie i Daryl tornen amb èxit, permetent així un respir dins del bloc C, on tothom es reuneix per alimentar el bebè. L’únic que falta és Rick, que continua deambulant pels túnels de la presó. L’home, en un estat quasi inconscient, s’arrossega a l’armari on havia parit la seva dona; El cos de Lori ha desaparegut i Rick, amb dolor i fúria, mata a un vagabund a l'habitació la boca de la qual brollà diversos pèls de llargs cabells castanys. L'endemà al matí, Daryl va a la tomba buida de Carol, presumptament morta després de la seva desaparició, deixant-hi una rosa cherokee. Mentrestant, Rick es desperta després de passar la nit a l’habitació on va morir Lori, quan de sobte sent un telèfon proper que sonava; Rick s’acosta lentament, agafa el telèfon i contesta. |      |                               |                     |                            |                                 |
| 25 | 6    | «Hounded»                     | Dan Attias          | Scott M. Gimple            | 18 de novembre de 2012          |
| La condescendència amb què el governador havia decidit deixar lliure Michonne resulta ser una farsa: Philip instrueix a Merle i alguns homes de Woodbury que capturin i matin la nena, que, però, intueix les seves intencions per endavant i resulta ser una dificultat. presa: mata dos perseguidors, però és ferit a la cama per Merle. Malgrat la ferida, Michonne aconsegueix sembrar Merle i escapar gràcies a l'arribada d'alguns caminants que distreuen el major dels Dixons. Quan l’últim còmplice de Merle informa que encara vol perseguir la dona, Dixon el mata a sang freda i després torna sol. A Woodbury, Andrea decideix quedar-se per fer-se útil: el governador li permet actuar com a sentinella a la muralla de la ciutat, però quan la noia resulta massa directa i precipitada a l’hora d’eliminar els zombis vistos, li treu la feina, dient-li ella que no era així com havia de lluitar contra ells, fent que la noia sospités cada vegada menys de la seva veritable naturalesa. Al mateix temps, Andrea confessa que en realitat va gaudir de la baralla a la sorra i comença una relació amorosa amb el governador. Maggie i Glenn, a la recerca de menjar, topen amb Merle, tornant després de no haver capturat Michonne. Després de descobrir que Daryl encara és viu, ataca els dos nois: pren a Maggie com a ostatge i els obliga a seguir-los fins a Woodbury. Michonne observa l'escena des de darrere d’un cotxe i, així, descobreix l'existència del grup a la presó. En tornar a la ciutat, Merle li diu al governador, mentint, que Michonne va morir atacada pels caminants després de matar a tots els perseguidors, excepte el mateix Merle, però que aquest, en compensació, li va prendre dos ostatges. Rick descobreix que la trucada prové d'un presumpte grup de supervivents als quals demana que se li permeti traslladar-se al lloc on s'amagaven, descrit com un lloc segur i sense cap tipus d'invasió de zombis durant un temps. Aquests desconeguts li fan preguntes personals per veure si poden confiar en ell o no i donar la benvinguda al grup penitenciari amb ells. Les trucades se succeeixen una darrere l’altra, però aviat el sheriff s’adona que les persones de l’altre extrem del telèfon són les persones mortes que havia conegut després de despertar-se d’un coma: Amy, Jim i Jacqui. L’última trucada és de Lori, que li diu al seu marit que l'estima, que l’anima i l’anima a continuar ara que també té una filla acabada de cuidar. Rick pot dir així a la seva dona el que no li podia dir a la vida i es disculpa per no haver-la pogut protegir, confessant que, malgrat tot el ressentiment que hi havia hagut, encara va continuar estimant-la. Mentrestant, durant una gira d’exploració a les profunditats de la presó amb Carl i Oscar, quan tota esperança semblava perduda, Daryl aconsegueix trobar a Carol, segura i molt provada, tancada en una cel·la d’aïllament per fugir de l’atac dels vagabunds. provocat per Andrew. Rick finalment recull la seva filla quan, al mateix temps, camuflada entre els zombis gràcies a les entranyes podrides que la cobrien després de lluitar amb Merle i els caminants, Michonne arriba a la presó amb els subministraments de Glenn i Maggie, sota la mirada sorprès de El mateix Rick. |      |                               |                     |                            |                                 |
| 26 | 7    | «When the Dead Come Knocking» | Dan Sackheim        | Frank Renzulli             | 25 de novembre de 2012          |
| Mentre Glenn, lligat a una cadira en un vell soterrani, és colpejat i interrogat per Merle que intenta esbrinar on s'han refugiat els seus companys, a la tanca de la presó, Michonne es desmaia inconscient d'una lesió a la cama. La seva presència, estan a punt d’afanyar-s’hi, però la dona és rescatada per Rick i Carl. Daryl mostra al grup que ha trobat a Carol, que es mou amb la vista del nadó recentment nascut perquè s'adona que Lori, per donar-li a llum, havia abandonat la seva vida. Michonne mira des de darrere de la cel·la on estava tancada i, tot i que segueix desconfiada, explica a Rick sobre Woodbury i el governador, sobre el segrest dels seus companys i com arribar a la ciutat. L'exxerif decideix anar a rescatar-los, poc després que finalment es doni un nom a la seva nena: Carl decideix trucar-la Judith pel seu antic professor de l'escola. A Woodbury, Merle, fart de la resistència de Glenn tot i ser excessivament torturat, li llança un zombi, tancant-los a la sala. El noi, però, aconsegueix alliberar-se de la cadira a la qual havia estat lligat i enderrocar el caminant. Milton, el metge improvisat, intenta obtenir informació amb Andrea sobre el moment de la transició entre la vida i la mort ajudant al senyor Coleman, malalt terminal amb càncer de pròstata, fent-li preguntes sobre la seva vida passada un cop transformada i esbrinar si, com a vagabund, però, en els records del pacient queda un rastre de la seva pròpia vida. D’aquesta manera, l’home esperava revertir el procés de transformació i trobar una cura per al governador, decidit a continuar el seu desig boig de recuperar la seva filla Penny tal com era una vegada. Quan el vell mor i es transforma immediatament, Andrea ha d’intervenir immediatament i matar Coleman, ja que aquest ja no recordava res de la seva vida passada que s’havia convertit en una closca buida moguda únicament per la fam. El governador, sense obtenir informació de Glenn, va a Maggie; després d’humiliar-la i amenaçar-la amb violació, la porta a Glenn i, quan Philip li posa una pistola a la cara, obliga a la noia a revelar la presó. Mentrestant, Rick, Daryl, Oscar i Michonne, la cama dels quals ha estat curada per Hershel, es dirigeixen a Woodbury. Atacats per un nombrós grup de zombis, es refugien en una barraca; a dins troben un home completament boig, encara convençut de l'existència de la policia i que Rick i els altres són lladres. Davant l'amenaça d'una escopeta dirigida al pit de Rick, Michonne es veu obligada a matar-lo apunyalant-lo amb una espasa. Per escapar, el grup llença el cadàver de l’home als zombis, de manera que surten sense molèsties per la porta del darrere de la barraca. Mentrestant, el governador té la intenció d’enviar a Martinez i un grapat d’homes perquè avancin a la presó, mentre, quan arriba la nit, Rick i els altres arriben a les portes de Woodbury. Philip és informat per l'Andrea que l'intent de Milton de curar el senyor Coleman lamentablement ha fracassat completament. |      |                               |                     |                            |                                 |
| 27 | 8    | «Made to Suffer»              | Billy Gierhart      | Robert Kirkman             | 2 de desembre de 2012           |
| Un grup de supervivents s’obren camí pel bosc infestat de zombis; una de les seves membres, Donna, està mossegada al braç. El petit grup (format per Tyreese, el líder, la germana Sasha, Ben i Allen, respectivament, fill i marit de Donna) arriben a prop de la presó, aconseguint trobar-hi refugi a través d’un enorme col·lapse de les parets fora del bloc E. A Mentrestant, Woodbury, Glenn i Maggie intenten atacar els seus segrestadors, però es tornen a desbordar; quan estan a punt d'executar-se, els dos nois són alliberats per una acció ràpida de Rick i els altres, que mentrestant han aconseguit entrar a la ciutat gràcies a Michonne. Mentre troben refugi en una casa per intentar fugir, l'espadatgista, separada del grup, s’amaga a l'estudi del governador per esperar-lo i matar-lo. Aquí descobreix els aquaris amb l'interior dels caps humans tallats i Penny, la filla zombi del governador. Quan l’home entra a la casa, Michonne clava Penny al cervell amb la katana davant dels ulls, desencadenant la ràbia del governador que es llança furiós contra la dona. En la lluita que segueix, els aquaris són destruïts i Michonne aconsegueix cegar Philip amb un fragment de vidre, guanyant-se així el domini, però abans de poder acabar-la és detinguda per Andrea: les dues dones, que no volen fer-se mal, decideix desistir. Michonne s’allunya i Andrea rescata el governador, descobrint el secret de la seva filla i els aquaris. A la presó, Carl entra en contacte amb el grup de Tyreese, que són atacats per alguns zombis a l'edifici de les calderes; el noi els ajuda i els porta a la seguretat, però els tanca en un bloc adjacent ja que són desconeguts. Aquí Tyreese convenç al grup per matar Donna, que va morir a causa d'una infecció del braç. Mentrestant, a Woodbury, Rick i els altres intenten trobar una sortida i es produeix un violent tiroteig als carrers, en què l'antic sheriff té una sobtada al·lucinació de Shane que s'apropa a ell brandant-li un rifle. La seva vacil·lació fa que l'home que confongués amb el seu amic mort copejés Oscar al pit amb l'escopeta i el matés. Tot i la pèrdua d’un membre del grup, Rick, Glenn i Maggie, gràcies a la portada proporcionada per Daryl, van deixar enrere per fer-los escapar, grimpar per les parets de Woodbury i retrobar-se amb Michonne, que ha tornat de l’oficina del governador. Després de cessar les hostilitats, Andrea demana explicacions sobre el que acabava de veure i que el governador li havia mantingut secret fins aquell moment. Philip respon que havia intentat de totes maneres recuperar Penny tal com era una vegada i que havia guardat el cap als aquaris per recordar-se del que havia d'afrontar cada dia. Tranquil·litzat Andrea, el governador, ara sense ull, reuneix els ciutadans a la sorra; aquí acusa en veu alta a Merle de traïció (ja que li havia mentit sobre matar Michonne) i d'haver conduït els "terroristes" a Woodbury i, com a prova, mostra la multitud que crida el seu germà Daryl, capturat durant els enfrontaments i etiquetat com un dels "terroristes" que havien fet estralls a la ciutat, sota els ulls desconcertats d'Andrea. Els germans Dixon es tornen a reunir, però el governador, fortament recolzat pel seu propi poble, té la intenció d’executar-los públicament. |      |                               |                     |                            |                                 |
| 28 | 9    | «The Suicide King»            | Lesli Linka Glatter | Evan Reilly                | 10 de febrer de 2013            |
| A l'arena de Woodbury, Andrea suplica al governador que estalviï Daryl; Philip no la fa cas, instant els dos germans a lluitar fins a la mort per la seva llibertat. Daryl i Merle fan veure que xoquen entre si per guanyar temps, però de sobte l'arena és atacada per Rick i Maggie, que tornen a salvar Daryl. En el tiroteig que va succeir, molts civils de Woodbury perden la vida, però en el balanç general els dos germans Dixon aconsegueixen escapar i posar-se al dia amb Rick i Maggie. Un cop allunyat de Woodbury, el grup torna a la carretera de Glenn i Michonne, deixats enrere per les ferides del primer, i discuteixen acaloradament què fer amb Merle i l'espadachina. Merle informa a Rick i als altres que Michonne i Andrea havien passat l'hivern junts, i que ara era a Woodbury amb el governador. Davant la impossibilitat de tornar-lo al grup com a responsable de la presa de Glenn i Maggie, Daryl decideix no abandonar Merle i deixar el grup de Rick amb el seu germà. Glenn acusa a Rick de no aprofitar la situació matant el governador i de debilitar el grup deixant anar a Daryl amb tanta facilitat. En canvi, Michonne és portada a la presó per rebre tractament. A la presó, Allen i Ben proposen eliminar el grup restant i prendre les seves armes, però Tyreese i Sasha es neguen a atacar els seus benefactors, reiterant que el grup també inclou un ancià i nens mutilats. Mentrestant, a Woodbury, la ciutat es troba en un caos, ja que els ciutadans, que ja no se senten segurs, amenacen amb marxar. La situació es degenera encara més quan alguns vagabunds, utilitzant la bretxa oberta per Merle i els altres per escapar, aconsegueixen penetrar dins i matar alguns civils. Andrea demana al governador, tancat al seu despatx, que parli amb la població, però aquesta es nega, confessant finalment tot sobre Daryl i els altres, mentint-li sobre el fet que desconeixia la captura de Glenn i Maggie, ja que uns amics havien atacat la ciutat per salvar-los. Tot i estar sorprès en descobrir la veritat sobre els agressors, Andrea va a parlar amb la gent rebel·lia, animant i animant tothom. De tornada a la presó, Rick s'assabenta del grup de Tyreese. Inicialment reticent a acceptar-los, Hershel sembla persuadir-lo perquè canviés d'opinió, però quan de sobte té una visió de Lori amb un vestit de núvia, el sheriff perd tot el control, escandalitzat cridant a tots els presents que marxin immediatament. |      |                               |                     |                            |                                 |
| 29 | 10   | «Home»                        | Seith Mann          | Nichole Beattie            | 17 de febrer de 2013            |
| Rick, durant el seu torn de rellotge, torna a veure a Lori amb un vestit de núvia situat davant de la seva tomba buida. Aproximant-se a l’al·lucinació de la seva dona, el sheriff finalment sembla trobar certa serenitat davant dels ulls de Michonne, impressionat per aquell estrany comportament. A Woodbury, el governador vol lliurar el comandament a Andrea, després del discurs que va pronunciar als civils el dia anterior. L'Andrea queda perplexa i li diu que té intenció de parlar amb els seus amics a la presó per aclarir definitivament la situació; Philip és simpàtic i li diu que no vol atacar la presó, però en realitat demana a Milton que vigili a Andrea perquè ja no confia en ella. Al bosc, Daryl i Merle salven una família mexicana que havia estat atacada pels caminants, però quan el major Dixon vol saquejar els subministraments del desgraciat, Daryl s’adona que el seu germà no ha canviat i que la seva casa real era amb Rick i el resta del grup. Daryl decideix tornar-hi, i fins i tot Merle, tot i que inicialment reticent, finalment opta per seguir-lo. Mentrestant, a la presó, Glenn intenta planificar una estratègia de defensa, però el grup no està convençut del seu lideratge: frustrat, agafa una recollida i surt de la presó, desitjós de liquidar els comptes amb el governador tot sol, malgrat que Maggie ha demostrat ser del tot contrari. A la presó, Hershel intenta tornar Rick a la realitat: el sheriff, atordit, revela que ha vist Shane i Lori, i que això necessàriament ha de significar alguna cosa, vagant fora de la presó a la recerca d’alguna altra aparença d’ells. La tranquil·litat del grup, però, s’interromp quan de sobte una escopeta colpeja Axel al cap: el governador amb un grapat d’homes, inclosos els fidels Martinez i Shumpert, ha arribat davant les portes de la presó i comença a atacar la presó des de diversos punts. Carol es veu obligada a utilitzar el cos d'Axel per defensar-se de bales, mentre que Maggie aconsegueix colpejar i matar el franctirador de Woodbury que es va infiltrar en una de les torres de guàrdia. La porta d’entrada és tombada per una furgoneta llançada a tota velocitat, des de l’interior de la qual s’allibera un gran nombre de caminants. Hershel, encara al pati, es salva dels zombis gràcies al retorn de Glenn i a la providencial intervenció de Michonne, que amb la seva katana enderroca els caminants un darrere l’altre. Fins i tot Rick, deixat fora, es torna bruscament a la realitat i aconsegueix fugir una estona, es queda sense munició després del tiroteig amb Martinez i salvat per l'arribada de Daryl i Merle. El pati torna a estar ple de caminants, cosa que obliga el grup a barricar-se als blocs interns de la presó. El governador, satisfet amb el seu treball, es retira: la guerra entre Woodbury i la presó acaba de començar. |      |                               |                     |                            |                                 |
| 30 | 11   | «I Ain't a Judas»             | Greg Nicotero       | Angela Kang                | 24 de febrer de 2013            |
| A la presó, mentre els zombis infesten el pati, el grup de Rick decideix què fer; a algú com Hershel li agradaria escapar, a d'altres, com Glenn, s’enfronten i Rick ha de decidir-se sense donar-li la volta a la selva. Glenn proposa lliurar Merle al governador esperant una treva, però Daryl no està d'acord i informa a la resta del grup que es quedarà sol amb el seu germà. Mentrestant, a Woodbury, Andrea s'enfronta al governador després de conèixer el seu atac a la presó; Philip li menteix una vegada més, explicant que simplement havien intentat establir una treva, però que Rick i la seva gent havien desencadenat un violent tiroteig en resposta. La dona, preocupada per l'exèrcit d'homes i dones que està establint Philip, creu que els dos grups han de parlar entre ells per trobar una solució i decideix intentar la negociació, però el governador li nega que hi vagi. L'Andrea convenç a Milton perquè la tapi i que secretament entri a la presó amb ella. Milton està d'acord, però informa el governador de la decisió que havia pres, trobant l'opinió favorable de Philip, ordenant-li que es quedés al seu costat i que la seguís cada vegada. Andrea i Milton van partir llavors cap a la presó, trobant-se a la carretera amb el grup de Tyreese que havia estat expulsat després del darrer deliri de Rick; Milton decideix tornar amb el grup a Woodbury, on el governador els dona la benvinguda i aprèn amb satisfacció del seu origen, adonant-se que té una gran oportunitat per descobrir els punts febles de la presó. L'Andrea arriba a la presó i troba els seus antics companys, que l'acullen amb fredor. Andrea intenta convèncer Rick, dient-li que tots haurien d’anar a Woodbury i viure pacíficament, però el xèrif sap que l’única manera de viure en pau seria eliminar l’amenaça del governador d’una vegada per totes. Quan assenyalen que Philip havia intentat matar Glenn i Maggie, Andrea decideix creure les paraules de Philip, reiterant que només va ser la decisió de Merle executar-les, recolzant una vegada més la bona fe del governador. El grup li explica com el governador va atacar la presó i va matar Axel. Michonne també confessa que Philip l’havia enviat a Merle per matar-la després de deixar Woodbury i que, si la seguís aquell dia, els hauria matat a tots dos sense pensar-ho bé, temptant-la per fer-li comprendre una vegada més que Woodbury no era el lloc per ella. En sentir aquestes paraules, Andrea finalment comença a tenir dubtes sobre la creença que havia construït en aquell moment sobre Philip. Després de conèixer la petita Judith i conèixer la mort de Shane i Lori, Carol proposa un pla: mantenir relacions sexuals amb el governador i, un cop dormit, matar-lo dormint. Quan torna a Woodbury, Andrea s’enfronta a Philip. La dona li explica que els seus amics ja no eren el que eren i que ara la seva casa era Woodbury amb ell. Posteriorment, els dos acaben al llit; durant uns minuts, Andrea sembla disposada a seguir el suggeriment de Carol, però després deixa el ganivet. |      |                               |                     |                            |                                 |
| 31 | 12   | «Clear»                       | Tricia Brock        | Scott M. Gimple            | 3 de març de 2013               |
| Rick, Carl i Michonne viatgen al comtat de King, ciutat natal de la família Grimes, per recuperar tantes armes com sigui possible. De camí, un desconegut amb una gran motxilla taronja els demana que s’aturin, però en resposta és totalment ignorat. A la ciutat, plens de trampes, són atacats per un home emmascarat penjat al terrat; aconsegueixen aprofitar-ho i descobreixen que és Morgan Jones, qui havia salvat Rick quan s’havia despertat del coma i va fer conscient que el món havia estat envaït pels no-morts. Mentre Rick vetlla per Morgan i troba una gran quantitat d'armes, Carl i Michonne viatgen a la ciutat per trobar un bressol per a Judith. Carl té problemes per intentar recuperar una foto de la seva família dins d’un bar ple de caminants; Michonne ha d’intervenir ràpidament i guanyar-se la seva confiança. Carl explica que la seva germana Judith tenia dret a veure la cara de la seva mare, encara que només fos a la fotografia. Morgan es desperta i ataca Rick, ferint-lo a l'espatlla; a l’home, en un evident estat de confusió, li costa reconèixer el seu antic amic. Rick intenta tornar-lo a la raó i el convida a unir-se al grup a la presó, però Morgan no ho vol saber. L’home explica que cada matí a la matinada havia intentat contactar amb ell, però a l’altre extrem de la ràdio Rick mai no hi era. L'exxerif li explica com es va veure obligat a anar cada vegada més lluny, que va aconseguir trobar la seva dona i el seu fill, que encara hi havia esperança per a ells. Morgan està en contra de les seves paraules, explicant que l'esperança ja no existeix, que cada dia es mata la gent per mossegades o bales. L'home es va tornar boig després que el seu fill, Duane, morís després de ser mossegat per la seva mare errant, la mateixa dona que Morgan no havia aconseguit matar finalment a causa de la seva debilitat. Li explica a Rick que només li queda una missió a la vida, que és netejar tot el món de la presència de caminants. Després que Carl i Michonne es reunissin amb Rick, la dona confia en Rick, explicant-li que va entendre que durant les seves vegades fora de la presó va veure una persona difunta que li era estimada, ja que també encara parlava amb el seu nuvi mort. Rick, Carl i Michonne tornen així a la presó, mentre Morgan continua en la seva tasca de neteja de la ciutat tallant i cremant els caminants empalats a les seves trampes. En el viatge de tornada, els tres observen un llarg rastre de sang que condueix a una enorme motxilla taronja abandonada a la carretera. El cotxe s’atura, recuperen la motxilla i el grup reprèn el seu viatge. |      |                               |                     |                            |                                 |
| 32 | 13   | «Arrow on the Doorpost»       | David Boyd          | Ryan C. Coleman            | 10 de març de 2013              |
| Andrea organitza una trobada entre Philip i Rick; els dos s’enfronten en un cobert a l'exterior de Woodbury. Mentre que a l'exterior els seus homes (Milton, Hershel, Daryl i Martinez) entenen que no són diferents els uns dels altres i que potser, en circumstàncies diferents, s’haurien pogut entendre, la reunió continua amb Rick que, a proposta de Andrea, intenta explicar al governador com dividir les terres que limiten amb Woodbury i la presó, tot trobant la negació d’aquest. Philip finalment dicta les seves condicions: per deixar sol el grup de Rick, vol que li lliurin Michonne, la responsable de la mort definitiva de la seva filla Penny, a canvi. A la presó, la resta del grup té la feina tallada per mantenir a ratlla a Merle que vol sortir a matar Philip i ajudar al seu germà. El gran Dixon es baralla amb Glenn, que en tots els sentits va intentar explicar-li que, quedant-se amb ells a la presó, havia de complir les normes de Rick. Glenn fa les paus amb Maggie, admetent que només pensava en la venjança i no en el que ella se sentia. Hershel adverteix l'Andrea, dient-li una vegada més que la seva casa real és a la presó amb ells. Merle intenta convèncer Michonne perquè el segueixi, però ella es nega, mostrant-se fidel a les decisions de Rick. De tornada a la presó, Rick discuteix amb Hershel sobre la possibilitat de lliurar realment Michonne a canvi d'una treva, però troba la desaprovació del vell factor que li explica com va ser la decisió equivocada. A Woodbury, però, el governador revela el seu veritable pla a Milton: fer que Rick lliurés Michonne i després trencar el pacte i matar a tot el grup penitenciari. Aquesta revelació deixa desconcertat a Milton, que, com Andrea, comença a pensar seriosament sobre les accions de Philip. |      |                               |                     |                            |                                 |
| 33 | 14   | «Prey»                        | Stefan Schwartz     | Glen Mazzara & Evan Reilly | 17 de març de 2013              |
| L'episodi s’obre amb un flashback a Andrea i Michonne. Les dues noies, durant el llarg hivern passat juntes, havien establert una forta relació d’estima i amistat. L'escena torna al present: Milton, després d’intentar, sense èxit, dissuadir el governador de vessar més sang, confessa a Andrea la veritat sobre la reunió del dia anterior i li mostra la mateixa habitació en què Glenn i Maggie havien estat tancats. per la tortura de Felip. La noia finalment obre els ulls a la naturalesa malalta i inhumana de l’home que havia vist durant tant de temps com l'esperança de tornar a la normalitat. L'Andrea decideix matar-lo, però Milton la deté i li diu que hi ha d'haver una altra manera. Havia conegut Felip abans que els morts tornessin a la vida i sabia que l’home encara era dins d’ell en algun lloc. Llavors deixa Woodbury per dirigir-se a la presó i avisar a Rick sobre la doble creu del governador, però és detinguda per Tyreese i Sasha vigilant les portes. Davant la determinació d'Andrea, però, tots dos decideixen deixar-la anar i la dona els adverteix que ells també haurien fet bé fer el mateix. Poc després, els dos descobreixen els pous on Martinez i els altres van capturar la mossegada i es disgusten que Woodbury vulgui utilitzar-los contra el grup de Rick, negant-se a ajudar els homes de Philip quan es troben davant la possibilitat d'alimentar-se. Ben i Allen, que en canvi, després del tractament de Rick a la presó, estaven ben disposats a la possibilitat de poder eliminar-los. Mentrestant, el governador s'assabenta de Milton que Andrea havia descobert el seu pla, amenaçant-lo amb repercussions i llançant-se a la recerca de la nena, trobant-la en una fàbrica abandonada. Després d’una llarga persecució, Andrea aconsegueix escapar-lo, tancant-lo a l'edifici per lluitar sola contra una horda de caminants, creient-lo condemnat. La noia aconsegueix apropar-se a la presó, però finalment és capturada per Philip, que va sobreviure a l'atac dels vagabunds a la fàbrica. Mentrestant, a la nit, una misteriosa figura crema a tots els pardons que es trobaven als pous fora de Woodbury. De tornada a Woodbury, Philip menteix dient que no ha trobat l'Andrea i coneix els zombis carbonitzats. Quan demana una explicació a Tyreese, qui, juntament amb Sasha, havia mostrat decepció en voler utilitzar els caminants contra el grup de presons, però, s’adona que els dos són realment desconeguts de la foguera. Mentrestant, Andrea es mostra tancada i lligada a la sala de tortures. |      |                               |                     |                            |                                 |
| 34 | 15   | «This Sorrowful Life»         | Greg Nicotero       | Scott M. Gimple            | 24 de març de 2013              |
| Rick està decidit a lliurar Michonne al governador i en parla amb Daryl i Hershel. Però tots dos reiteren que no eren el tipus de persones que sacrificaven algú a canvi de la seva salvació. Tenint en compte la idea d’abandonar l’acord, Rick també confia en Merle, que explica al sheriff que ell, l’home que va tornar per alliberar-lo al terrat d’Atlanta, no ho faria mai realment, assegurant-ho al contrari. que estava preparat per "embrutar-se les mans" al seu lloc, tal com havia fet tantes vegades quan estava al servei del governador. Poc després, Daryl confia a Merle que està feliç de tenir-lo a la presó amb ell, ja que el seu desig havia estat que, tard o d’hora, el pogués trobar. Mentrestant, Rick és assaltat per dubtes, però el punt decisiu arriba de nou amb l'aparició de la seva dona Lori. L'enèsima al·lucinació de la dona li fa entendre que Hershel tenia raó, que era urgent fer un pas enrere i trobar part de la seva humanitat, decidint, al final, lluitar contra el governador sense lliurar Michonne, ara part integrant de el grup. Merle, però, continua tot sol: atrapa Michonne amb una excusa i es dirigeix al lloc de reunió, després d’agafar un cotxe. Durant el viatge, però, escoltant les paraules de la dona, que va assenyalar els remordiments que l’assetjava en dur a terme una acció similar, entén que el correcte per protegir el seu germà és continuar sol sense sacrificar els altres. vides. Merle allibera Michonne, deixant-la tornar a la presó. Daryl i Rick, en notar l'absència de Merle i Michonne de la presó, s'adonen que el major Dixon havia decidit dur a terme l'intercanvi amb el governador. Daryl llença la pista del seu germà, topant amb Michonne, que explica la decisió que havia pres Merle, mentre que a la presó Rick informa el grup sobre la situació, subratllant la força del propi grup, explicant que la dictadura no és la millor manera de fer-ho. mantenir a tothom a salvo, i que a partir d’aquest moment prendran totes les decisions junts, ja no confiant únicament en el seu judici. En arribar al lloc de trobada i fent servir una horda de zombis com a diversió, Merle intenta sense èxit disparar al governador: diversos homes de Woodbury perden la vida, inclòs Ben de la companyia de Tyreese, però un atac caminant obliga a Merle a revelar-se del seu amagatall. Sent capturat i brutalment colpejat pel governador i els seus restants secuaces. Merle ha de rendir-se davant del governador, jurant-li que mai no li resaria per la seva vida; Philip, somrient burleta, assenyala l'arma al pit i el dispara. A la presó, Glenn obté un anell de compromís d’un dels caminants fora de les tanques, donant-lo a Maggie i demanant-li que es casi amb ell. Quan Daryl arriba al cobert, s'adona que molts dels homes del governador han mort i han tornat com a vagabunds, i entre ells també troba a Merle, que va morir d'un tret a l'abdomen i es va despertar poc després com a zombi, amb la intenció de devorar. El cadàver de Ben. Daryl es veu així obligat a enderrocar definitivament Merle, evitant tot el dolor i la ira en haver, aquesta vegada, de perdre el seu germà per sempre. |      |                               |                     |                            |                                 |
| 35 | 16   | «Welcome to the Tombs»        | Ernest Dickerson    | Glen Mazzara               | 31 de març de 2013              |
| El governador descobreix com el culpable de l'estaca de la mossegada va ser Milton, el va torturar i va ordenar que matés l'Andrea per poder redimir-se d'alguna manera dels seus pecats. Quan Milton li va preguntar què hauria pensat la seva filla en veure l'home en què s'havia convertit ara, Philip respon que Penny li hauria tingut por, però que si hagués estat així des del principi, ara encara estaria viva. Milton es rebel·la, intentant matar el governador, però aquest l’apunyalava a l’abdomen i el deixa morir a l’habitació on manté la nena lligada. Morint, Milton informa a l'Andrea que havia aconseguit deixar anar unes tenalles no gaire lluny d'ella i que amb elles podia alliberar-se de les cadenes abans que es transformés. Interpretant les accions de Merle com una declaració de guerra, el governador comença a reunir els seus homes lleials restants, inclosos alguns civils de Woodbury que havien estat entrenats en l’ús d’armes, inclosa una dona anomenada Karen. Enganyats per les mentides del seu líder, van llançar-se a assaltar la presó. Tyreese i Sasha decideixen quedar-se a la ciutat, negant-se a fer guerra a altres persones, conscients, però, del fet que el governador probablement els faria pagar per la seva tornada i que potser el millor era escapar de la ciutat com havia fet l’Andrea. A la presó, Rick i el seu equip plantegen un pla. El governador irromp a la presó, destruint les torres de vigilància i avançant cap a dins, trobant-la buida i abandonada. Així que comença a escorcollar-lo: dins d’un bloc, però, són emboscats pel grup de Rick, a qui havia atret a la presó alguns caminants per utilitzar-lo contra l'exèrcit de Woodbury. Els ciutadans sorpresos per aquest gir dels fets fugen i Philip es veu obligat a seguir-los, però els sorprèn un atac llançat per Glenn i Maggie, que empeny el governador a retirar-se definitivament. Al bosc, on es troba amb Hershel i Beth, Carl sorprèn un noi de Woodbury que fugia, dient-li que posés l’arma a terra. El noi s’executa, però Carl encara el mata a sang freda davant els ulls impactats d’Hershel. Mentrestant, Philip arriba als ciutadans que fugen i, quan diuen que ja no volen lluitar, perd definitivament el control: agafa una metralladora i executa tots els civils i soldats que l’havien seguit, inclòs Allen, que volia continuar lluitant, excloent de les vistes, només Martinez i Shumpert. Karen també aconsegueix salvar-se, fingint morta i amagant-se sota el cos d'un dels seus companys assassinats. El governador i els dos secuaces, tot i que desconcertats per aquest comportament, abandonen ràpidament el lloc sense deixar cap rastre. A la presó, Rick decideix atacar Woodbury abans que el governador pugui reagrupar-se. Abans de marxar, pregunta al seu fill sobre el seu comportament, però Carl explica que simplement havia fet el que calia fer, recordant-li com no havia donat el cop de gràcia a Andrew, que havia tornat i havia causat la mort de Lori i T-Dog, com no va matar el governador quan van ser tancats al mateix cobert, cosa que va provocar la mort de Merle. Carl li diu que estava bé matar-lo, de manera que ja no podia fer mal a ningú del seu grup. Desconcertat per aquest canvi en el seu fill, Rick, juntament amb Daryl i Michonne, van partir cap a Woodbury, trobant en el camí les restes de la massacre que acabava de cometre i Karen, l'única supervivent. En arribar a Woodbury, Karen aconsegueix convèncer Tyreese i Sasha d’obrir les portes; descobreixen d'aquest últim que el governador no havia tornat a Woodbury i de Karen que Andrea havia intentat escapar de la ciutat: la noia mai no havia arribat a la presó i Rick sentia que havia estat capturada i portada a la sala de presons on es trobaven. també es van endur Glenn i Maggie. Així, el grup troba Andrea, que es troba en estat crític: la noia havia aconseguit alliberar-se i matar a Milton, que mentrestant s’havia convertit en un vagabund, però no per evitar la mossegada a l'espatlla que li infligia. Ara condemnada, Andrea s’assegura que Carl, Judith i tots els altres membres del grup estiguin segurs, acomiadant-se de Rick i Daryl per última vegada, afirmant que el seu únic objectiu era mantenir tothom a salvo. Amb el suport d’una llorosa Michonne, Andrea decideix disparar-se al cap. Rick, juntament amb Tyreese i Sasha, decideixen concedir l'últim desig de la dona, portant a tots els innocents habitants de Woodbury a la presó i decidint que a partir d'aleshores viurien amb ells, cosa que Carl no pot acceptar. Mirant cap amunt, Rick s’adona que la visió de l'esposa que feia temps que el turmentava ha desaparegut. |      |                               |                     |                            |                                 |

## Producció
AMC va renovar The Walking Dead per una tercera temporada el 25 d'octubre de 2011 després que l'estrena de la segona temporada batés rècords de classificació per cable en la demografia 18-49. El 14 de gener de 2012, AMC va anunciar que la tercera temporada contindria 16 episodis
El rodatge de la temporada va començar el maig del 2012 al comtat de Coweta, Geòrgia, amb la ciutat de Senoia com a lloc de rodatge de la ciutat de Woodbury. Ernest Dickerson va dirigir l'episodi de l'estrena de la temporada. Greg Nicotero, co-productor executiu i artista especialitzat de maquillatge de la sèrie, va dirigir el cinquè episodi de la temporada 3 després d'haver dirigit l'episodi de la temporada 2 "Judge, Jury, Executioner". També va tornar com a zombi a l'episodi "El rei suïcida", després de retratar dos zombis diferents en la primera temporada. El novembre de 2012, Glen Mazzara va anunciar que Ernest Dickerson dirigiria el final de la temporada.
Després de la conclusió de la tercera temporada, Mazzara va deixar el seu lloc com a showrunner i productor executiu de la sèrie, en un acord mutu tant per Mazzara com per AMC. El comunicat de premsa deia: "Les dues parts reconeixen que hi ha una diferència d'opinions sobre cap a on hauria d'anar l'espectacle i conclouen que és millor separar-se".

## Recepció

### Resposta crítica
La tercera temporada de The Walking Dead ha rebut crítiques positives per part de la crítica. A Metacritic, la temporada té una puntuació de 82 sobre 100, cosa que indica "aclamació universal", basada en 19 crítics. A Rotten Tomatoes, la temporada té un 88% amb una puntuació mitjana de 7,85 sobre 10 basada en 33 comentaris. El consens crític del lloc diu: "El terror palpable i les emocions viscerals continuen a la tercera temporada de The Walking Dead, juntament amb un sentit més profund de les persones que habiten el seu paisatge apocalíptic".

## Comunicats de premsa
La tercera temporada es va llançar en DVD i Blu-ray a la regió 1 el 27 d'agost de 2013, a la regió 2 el 30 de setembre de 2013 i a la regió 4 el 25 de setembre de 2013. Les funcions especials inclouen vuit figuretes: "Rising Son", "Evil Eye", "Gone, But Not Forgotten", "Heart of a Warrior", "Michonne vs. The Governor", "Making the Dead", "Safety Behind Bars", i "Guts and Glory". Cinc comentaris d'àudio per als episodis "Killer Within", "Say the Word", "Made to Suffer", "The Suicide King" i "This Sorrowful Life". També s’inclouen 13 minuts d’escenes suprimides en sis episodis.
La tercera temporada també es va llançar en embalatge Blu-ray d’edició limitada, una rèplica de l’aquari de The Walker Walker Head, tal com es va veure a la tercera temporada. L'envàs d'edició limitada va ser dissenyat per Greg Nicotero i esculpit per McFarlane Toys.